# Chloe Minas
Chloe Minas, född 12 april 2002 i Montreal, är en kanadensisk fotbollsspelare (mittfältare), som sedan säsongen 2025 spelar för Växjö DFF i Damallsvenskan.

## Biografi
Chloe Minas är född i Montreal i Kanada och talar både franska och engelska. Hennes mamma är fransk-kanadensisk, och hennes pappa är av grekisk härkomst. Hon blev intresserad av fotboll som liten, när hennes äldre bror spelade. Under högstadiet började hon spela för Montreallaget CS Monteuil, och vid VM i fotboll för damer i Kanada 2015 var hon med som fanbärare. Hon representerade Quebecs provinslag, och i gymnasiet var hon en av avslutningstalarna, den första som blev det på idrottsliga meriter. Hon representerade Kanada i deras U20 landslag, och deltog bland annat i en turnering i England 2019.
Efter gymnasiet inledde Chloe Minas studier i USA, som idrottsstipendiat på Pittsburg-universitetet. Hon studerade i fem år och spelade framgångsrikt för universitets lag Pittsburgh Panthers, där hon var lagkapten i fyra år. Hon fick en korsbandsskada på träning sommaren 2022 och var borta från spel i nio månader. Chloe Minas har en bachelorexamen (högskoleingenjör) i maskinteknik och avslutade studierna med en masterexamen i idrottsvetenskap.
Inför säsongen 2025 värvades Chloe Minas till Växjö DFF, som spelar i damallsvenskan, och hon skrev på för ett år. Inför flytten startade hon ett youtubekonto där hon delar med sig av sina erfarenheter som fotbollsproffs i ett nytt land.